# Paiement d'avance
Paiement d'avance est une nouvelle humoristique et sarcastique de science-fiction de William Tenn.

## Publications

### Publications aux États-Unis
La nouvelle est parue sous le titre initial Time in Advance dans Galaxy Science Fiction no 68, en août 1956.
Elle a été reprise de nombreuses fois en anthologies.

### Publications en France
Elle a été publiée en langue française :
- dans le magazine Galaxie (1re série), n°35, octobre 1956
- dans l'anthologie Us et coutumes d'après-demain, juillet 1975, direction : Michel Demuth, éditions OPTA (collection Marginal, n°8)
- dans l'anthologie Histoires de sociétés futures en mai 1984

## Résumé
Dans un futur lointain, une loi permet aux citoyens de purger une peine d'emprisonnement sévère pour des infractions qu'ils n'ont pas encore commises mais qu'ils ont l'intention de commettre ; les infractions peuvent être de toute nature, depuis les coups et blessures volontaires, jusqu'au viol ou même le meurtre. Ces « pré-criminels » purgent donc leur peine « à l'avance » sur des planètes lointaines aux conditions de vie épouvantables, dans lesquelles le taux de mortalité atteint des records. Les rares pré-criminels qui ne sont pas morts ou rendus infirmes reviennent alors sur Terre et peuvent accomplir leur crime en toute impunité. 
Deux pré-criminels, Otto Henck et Nicholas Crandall, ayant purgé leur pré-peine de sept années, sont parvenus à se soustraire à la mort et à l'invalidité et reviennent sur Terre avec le droit, pour chacun, de tuer une personne. Comme peu de personnes ont réussi cet « exploit », ils sont accueillis, à la sortie de vaisseau spatial pénitentiaire Jean Valjean, par des hordes de journalistes qui veulent les interviewer, recueillir leurs confidences sur leurs conditions de détention et découvrir qui pourraient être les futures victimes des deux hommes. Ceux-ci se gardent bien de révéler le fond de leurs pensées sur ce sujet, se contentant d'évoquer leurs conditions de détention sur Antarès VIII ou Rigel XII : en effet tant qu'ils n'ont rien dit de précis, leurs futures victimes ne peuvent pas prendre les devants et les éliminer préventivement en invoquant la légitime défense.
Crandall a l'intention de tuer Frederick Stephenson, son coassocié qui lui avait volé une superbe invention qu'ils avaient réalisée à deux mais dont les caractéristiques avaient été brevetées par le seul Frederick (le système de télécommande Stephenson), dans son intérêt égoïste et financier bien compris. Par vengeance Crandall a donc décidé d'éliminer Frederick. 
Néanmoins il reçoit un appel téléphonique de son épouse Polly, qui croit que c'est elle qui va être exécutée : elle a peur que ses nombreuses infidélités commises dans le passé ont poussé Crandall à vouloir la tuer. 
Puis Crandall reçoit un appel d'un autre ex-associé, Irv, qui plaide pour que Crandall lui laisse la vie sauve : il regrette les détournements de fonds qu'il avait commis dans le passé ! 
Par la suite Crandall rencontre son propre frère Dan, qui croit lui aussi être la future victime, ayant été l'un des amants de Polly !
Enfin Crandall est contacté par une femme qui lui propose qu'il la viole sauvagement et utilise sur elle son droit à commettre un viol (assimilé à un meurtre pour les pré-crimes) ; il est aussi contacté par un chef d'entreprise dénommé Edward Ballaskia qui lui propose une forte somme d'argent pour qu'il tue l'un de ses concurrents ! 
En fin de compte, Crandall appelle Frederick Stephenson, la « victime prévue » et lui annonce qu'il renonce à toute idée de vengeance et renonce donc à l'exécuter. En effet, dégoûté par la nature humaine et bouleversé par ce qu'il a appris et entendu en si peu de temps, Crandall se dit qu'il est « né pour être dupé ». Entendant cela Frederick Stephenson, qui contrairement aux autres ne l’a pas supplié de l'épargner et avait compris le sinistre sort qui lui était réservé, propose contre toute attente à Crandall de l'indemniser généreusement pour ses droits dans l'invention : tant qu'il se savait potentielle victime de Crandall, il était prêt à faire face à son sort, mais maintenant que Crandall a déclaré vouloir l'épargner, il accepte que justice lui soit rendue. 
Otto Henck, quant à lui, pour des motifs personnels liés à son ancienne vie conjugale, a décidé de tuer son ex-épouse Elsa. Néanmoins quand il se présente chez elle, il découvre qu'elle est morte un mois auparavant à la suite d'un accident lors d'une excursion sur la Lune. Il a purgé sa pré-peine pour rien ! 
Pour se changer les idées, Crandall propose à  Otto Henck d'aller prendre une cuite ensemble. Il lance le désintégrateur avec lequel il comptait tuer Stephenson dans la vitrine d'une boutique, brisant la vitre. Un policier s'approche et lui dit qu'il sera poursuivi pour dégradation du bien d'autrui. Crandall exhibe alors son Certificat d'impunité et lui suggère d’en détacher un coupon de la valeur qui lui semblera appropriée !